# Јерменија
Јерменија (транслит.), званично Република Јерменија (транслит.), континентална је планинска држава у региону Закавказја. Смештена је на раскрсници путева југозападне Азије и источне Европе — између Турске на западу, Грузије на северу, Ирана на југу и Азербејџана на истоку.
Јерменија је држава са богатим и древним културно-историјским наслеђем. Краљевина Јерменија је била прва држава на свету која је хришћанство прогласила службеном националном религијом, још почетком 4. века — 301. године. Иако је према Уставу Републике Јерменије данас држава одвојена од цркве, Устав уважава историјску важност Јерменске апостолске цркве као националне цркве Јермена.
Некадашња чланица Совјетског Савеза данас је чланица преко 40 међународних организација, укључујући Уједињене нације, Савет Европе, Заједницу независних држава, Организацију Уговора о колективној безбедности, Светску трговинску организацију, Азијску развојну банку, Организацију црноморске економске сарадње, Франкофоније, а такође је потписница НАТО програма Партнерство за мир. Јерменија је од 2. јануара 2015. члан Евроазијске економске уније и земља посматрач у Покрету несврстаних.

## Етимологија
Јерменско изворно име за државу је Хајк (јерм. Հայք), а у средњем веку том термину је додат ирански суфикс за земљу стан чиме је формиран данашњи јерменски назив Հայաստան — Хајастан. Термин Хајк се традиционално веже за легендарног јерменског војсковођу Хајка (јерм. Հայկ) који је по легенди био Нојев пра-пра унук — Тогармахов син, који је пак био син Гомера, а овај пак син Нојевог сина Јафета. Када је имао 130 година Хајк је отишао у Вавилон да гради Вавилонску кулу. Вавилонски краљ Нимрод је захтевао од Хајка да остане у Вавилону, али је Хајк чезнуо за својом домовином под Араратом па је кришом побегао. Зато је Нимрод са својом војском кренуо за њим и сустигао га код језера Ван, али је Хајк успео да убије Нимрода стрелом са три пера што се по легенди десило 2492. п. н. е. и да се врати у своју домовину где је и основао прву јерменску државу у региону Арарата.
Термин Јерменија први пут се спомиње у староперсијским Бехистунским натписима из 515. п. н. е., као Армина. Хекатеј Милетски је писао о Јерменији као о Αρμενια. Ксенофонт је био први који је детаљније описивао јерменска села и народ. Он је писао како је језик којим говори тај народ веома сличан персијском.

## Географија

### Положај
Јерменија је континентална држава смештена у региону Закавказја. Иако се са географске тачке гледишта налази у Азији, често се из културно-историјских разлога сматра делом Европе. Правцем запад—исток протеже се између 43° 30‘ и 46° 00‘ источне географске дужине. Најзападнија тачка Јерменије налази се на тромеђи са Турском и Грузијом, а најисточнија тачка налази се на граници са Азербејџаном источно од града Капана. Правцем север—југ Јерменија је смештена између 41° 20' и 38° 50‘ северне географске ширине. Најсевернија тачка налази се на тромеђи са Грузијом и Азербејџаном, а најјужнија на граници са Ираном. Удаљеност између крајњих тачака правцем север—југ износи 360 km, а правцем запад—исток 200 km.
На северу се граничи са Грузијом, а на истоку са Азербејџаном. На југу дели најкраћу међународну границу са Ираном као и са азербејџанском ексклавом Нахчиваном, док се на западу граничи са Турском. Под термином Јерменија поред Републике Јерменије подразумевају се и неке историјске јерменске територије које се данас налазе у саставу суседних држава: Арцах, долину реке Аракс и подручје око језера Ван у Турској.

### Геологија
Највећи део територије Јерменије састоји се од вулканских и седиментних стена кенозојске и квартарне старости, односно стена палеогенске, неогенске и плеистоценске старости. Стене миоценске и плиоценске старости захватају простор између границе са Турском на западу, од долине реке Аракс, па све до језера Севан на истоку, и границе са Азербејџаном. Северне и североисточне делове земље покривају палеогене и јурске стене, са мањим деловима кредне старости у подручју Малог Кавказа. На југу и југозападу такође су заступљени јурски и палеогени седименти, али са моћним гранитним наслагама.
Скорашња вулканска активност довела је до стварања великих вулканских формација и висоравни које се састоје од низова нижих и виших планинских масива. Као резултат тектонске активности формирана су и бројна тектонска језера од којих је највеће језеро Севан.

### Рељеф
Република Јерменија захвата површину од 29.743 km² у североисточним деловима Јерменске висоравни. Конкретно, територија Јерменије обухвата 10% Јерменске висоравни, која се постепено спушта ка југозападу, односно ка долини реке Аракса и граници са Турском, а са севера је окружује Мали Кавказ. Рељеф је углавном планински, испресецан брзим и водом богатим водотоцима и ретким шумама. Планински ланци заузимају око 14.000 km² односно 47% површине земље, а висоравни 11.000 km² или више од 33% јерменске територије. Због тога се 76,5% површине Јерменије налази на надморској висини између 1.000 и 2.500 m, док просечна висина износи 1.850 m. Са висоравни се уздижу ниже планине и угашени вулкани, међу којима се налази и највиша планина Јерменије — Арагац висока 4,095 m. Најнижа тачка Јерменије налази се на висини од 390 m у долини реке Аракс на југу, а на нешто вишој надморској висини — 430 m, налази се долина реке Дебед на северу земље.

### Клима
На простору Јерменије може се издвојити шест климатских зона, што је последица географског положаја и надморске висине на којој се налази. Вредности температуре ваздуха највише зависе од надморске висине. Високи планински ланци спречавају продор маритимних утицаја са Средоземног и Црног мора, стварајући велике сезонске варијације у температури. На Јерменској висоравни просечна температура ваздуха у току зиме износи око 0 °C, а просечна летња прелази 25 °C. Годишње у просеку падне између 250 mm падавина у најнижим пределима земље и 800 mm на планинским врховима.
Упркос чињеници да се Јерменија налази на суптропским ширинама, суптропска клима је заступљена само на крајњем југу земље, тачније у околини града Мегрија, где се производи карактеристично јужно воће — лимун, наранџе, маслине итд. У остатку земље клима варира од планинске до континенталне са врућим летима и хладним зимама. Тако у долинама средња јануарска температура износи −5 °C, а јулска 25 °C, док у планинама износи −6 °C, односно 20 °C. Најмања количина падавина је у Араратској долини — 200—250 mm годишње. Са порастом надморске висине расте и количина падавина, па у побрђу падне 500 mm, а у планинама 700—900 mm. Релативно велика количина падавина забележена је у марзу Лори који је захваљујући тако влажној клими прекривен густим шумама.

### Воде
Већина Јерменије, 21.900 km², налази се у сливу Аракса и његове највеће притоке Храздана, који је уједно и отока језера Севан. Аракс је уједно и гранична река према Турској и Ирану. Реке воду добивају топљењем снега, кроз падавине или из подземних вода. Због топљења снега и интензивних киша у пролеће честе су поплаве. Просечна густина речне мреже износи 0,4 km/km². Долине река Дебед и Агстев које се са севера пробијају кроз уске кањоне су уједно и главни саобраћајни правци на северу земље.
Највеће језеро је Севан, смештено у источном делу Јерменске висоравни у истоименој котлини између планинских ланаца Гегама, Вардена, Севана и Арегунија. Налази се на 1.916 m надморске висине и представља једно од највећих планинских тектонских језера на свету. Садржи 80% свих водних резерви Јерменије и има врло велику економску важност, јер се од 1933. године његове воде користе за наводњавање и производњу електричне енергије. Осим Севана у Јерменији се налази и низ мањих језера, као и вештачких акумулација попут акумулација Ахурјан, Арпи, Апаран, Азат, Спандарјан и Толорс, која служе за снабдевање водом.

### Флора и фауна
Захваљујући неприступачном и разноликом терену и климатским варијацијама, на територији Јерменије се развио специфичан и шаролик живи свет. У вегетацијском погледу издваја се 5 биома. Полупустињски појас је заступљен на југу земље и карактерише га оскудна вегетација и суво земљиште. Зона степа се налази на висинама између 1.300 и 2.400 m и одликују је бујне ливаде и пашњаци. Појас четинарских и листопадних шума је заступљен на крајњем северу и истоку земље. Субалпска зона на крајњем северу, на обронцима Малог Кавказа прелази у алпски појас у коме доминира високопланинска ливадска вегетација.
Биљни свет је веома разноврстан. Регистроване је постојање 143 врсте алги, 4200 врста гљива, 290 врста лишајева (од којих се 190 настанило у басену Севана), 430 врста маховина, 2 врсте ликоподијума, 6 врста раставића, 38 врста папрати, 9 врста голосеменица и 3015 врста скривеносеменица.
Постоји око 120 ендемских врста, што чини 3% целокупне флоре Јерменије.
Регистровано је постојање око 155 врста мекушаца (од чега је 141 врста пужева и 14 врста шкољки), око 16.845 врсти зглавкара (2.000 врста паукова и 14.845 врста инсеката). Међу бескичмењацима је око 316 ендемских и око 100 заштићених врста.
Постоји и више различитих врста кичмењака. Од риба издвајају се 22 врсте шарана, 5 врста из породице Salmonidae, 2 врсте крезубица и једна врста сома. Ендемска врста је севанска пастрмка (или „ишхан“), јерменска харинга, севанска мрена, деверика.
Класа водоземаца је представљена са 8 врста. Од жаба најраширеније су зелена жаба и крастаче, кавкаска жаба (у зони планинских степа), шељковникова гаталинка (у северној шумској зони), малоазијска гаталинка (на југу), сиријска жаба, малоазијски тритон (на северу).
Посебно се истиче велика разноврсност гмизаваца. Од 156 врста у целом бившем Совјетском Савезу чак 53 се налазило на територији Јерменије. Међутим данас је већина њих на листи угрожених врста. Постоје 3 врсте корњача, 26 врста гуштера и 24 врсте змија.
У свету птица постоји 349 врста, од којих су најраспрострањеније птице певачице (146 врста), мочварице (62 врсте), соколови (35 врста), пловуше (28 врста), ждралови (13 врста).
Постоје и 83 врсте сисара. Ендемске врсте су јерменски муфлон, малоазијски скочимиш, планинска ласица, кавкаски миш, араксијанска сова ушара.

### Национални паркови
Укупно 10% површине Јерменије су заштићене еколошке зоне. Постоје 23 национална природна резервата, 4 национална парка и неколико паркова природе.
- Севански национални парк[22] заузима површину од 150.100 хектара. Обухвата целу површину језера Севан и око 25.000 ха земљишта на обалама језера.
- Национални парк Аревик је основан 2010. на југу марза Сјуник, у горњем току Мегрија, на 34.400 хектара површине.
- Дилиџански национални парк[23] (до 2002. резерват природе) заузима површину од 27.995 ха у долинама река Гетик и Агстев. Од 900 врста биљака, угроженим се сматра 35 њих. Доминирају шуме букве, храста и тисе.
- Национални парк Арпи је основан 2010. на северу Ширака на површини од 62.000 хектара.
- Гарнијски парк природе заузима површину од 14.600 хектара на западним обронцима Гегамских планина. У парку је регистровано 1.686 врста биљака (половна целокупне вегетације у држави), а 146 врста је регистровано у јерменској Црвеној књизи{. Од 171 врсте животиња, 60 врста су ендемске.
- Шикахогски резерват[24] заузима површину од 10 хектара у Сјунику у басену река Шикаох и Цав. Парк је обрастао заштићеним грабово-храстовим шумама.
- Еребунски парк[25] се налази обухвата 89 хектара површине недалеко од Јеревана. У њему живи око 293 врсте биљака (углавном траве), 17 врста гмизаваца, 50 врста птица (препелице, јаребице), разне врсте сисара (лисица, ласица итд).

### Животна средина
Прве јавне дебате о еколошким проблемима у земљи почеле су средином 80-их година, када је и организована прва група „зелених“ која је упозоравала на све интензивније загађење ваздуха у главном граду. Загађење је било толико да се 60 km удаљени врх Арарата могао видети само на махове. Влада, свесна еколошких проблема, донела је неколико еколошких закона и основала посебан ресор за заштиту животне средине. Уведене су и тзв „еколошке таксе“ за загађиваче, а новац од њих се даље користи за разне еколошке пројекте. Међутим још увек нема свеобухватног програма о заштити животне средине, а све одлуке везане за ову тему обично су на ad hoc основама јер највећи загађивачи су огромни фабрички комплекси од чијег рада зависи економска стабилност земље. Два тренутно горућа еколошка проблема су интензивна дефорестација (због трговачке блокаде од стране Турске и Азербејџана заустављен је увоз енергената из тих земаља) и константан пад нивоа Севана због све већих потреба индустрије за водом.
Упркос великом потенцијалу када су обновљиви извори енергије у питању (посебно хидроенергија и енергија ветра) Јерменска влада је обновила рад нуклеарке код Мецамора крај Јеревана (затворена 1988. након земљотреса) иако не задовољава ИАЕА стандарде.

## Историја[б]

### Антички период
Јерменија лежи на висоравни која окружује библијску планину Арарат на којој се према предању зауставила Нојева барка након велике поплаве (Стари завет; Књига Постања 8.4). Савремена археолошка истраживања сведоче о развијеном винарству на територији Јерменије из периода око 4.000. п. н. е. и то је један од доказа постојања најранијих цивилизација на том подручју. У бронзаном добу на подручју Велике Јерменије постојало је неколико развијених цивилизација, укључујући Хетитско царство на врхунцу моћи, Митанско краљевство на југозападу историјске Јерменије и Хајаса-Ази царство (1500—1200. п. н. е.). Између 12. и 9. века п. н. е. на подручју Јерменске висоравни своје државу су имали и Наири, као и Урарту (1000—600. п. н. е.). Сви ови народи и племена су учествовали у етногенези савременог јерменског народа. Јереван, савремена престоница Јерменије је основан 782. п. н. е. од стране краља Аргиштија I.
Краљевина Јерменија је формирана око 600. п. н. е. под јерменском династијом Оронтида (Yervanduni). Држава је достигла свој врхунац моћи у периоду између 95. и 66. п. н. е. под владавином краља Тиграна Великог, и у том периоду је била једна од најмоћнијих сила у региону. Кроз њену историју смењивали су се периоди независности и вазалстава.
Стратешки веома повољан положај Јерменије између два континента, кроз историју јој је задавао много невоља и доводио до честих инвазија суседних народа, попут Асираца, Грка, Римљана, Византинаца, Арапа, Монгола, Персијанаца, Османлија и Руса.
Доминантна религија древне Јерменије (и уопште целог подручја Блиског истока) био је зороастризам или маздаизам — религија заснована на учењима светог пророка Заратустре. Међутим, хришћанство је веома рано почело да се шири Јерменијом, већ 40. године. Краљ Тиридат III Велики (238—314) прогласио је хришћанство службеном религијом Јерменије 301. године и тако је Јерменија постала прва хришћанска држава на свету (чак 10 година пре него што је император Галерије гарантовао слободу вероисповести у Риму, и 36 година пре крштења Константина Великог). Године 428. јерменско краљевство је потпало под власт династије Сасанида и укључено у Јерменски марзпанат Персије, да би 451. године добила аутономију и слободу вероисповести у оквиру персијске државе.

### Средњи век
Након марзпанатског периода (428—636), Јерменија је потпала под арапску власт као аутономна кнежевина Јерменски Емират (637—884), која је чак успела да поврати неке територије које су раније биле изгубљене у ратовима са Византијом. Кнежевином је управљао кнез кога су признавали и арапски калиф и византијски цар. Јерменски емират (Arminiyya) је обухватао и делове Грузије и Кавкаске Албаније а престоница му се налазила у јерменском граду Двину. Године 884. Кнежевина је успела да се ослободи арапске власти и врати своју независност.
Обновљеном краљевином владала је династија Багратида све до 1045. године када се распала на неколико самосталних краљевина и кнежевина које су и даље признавале врховну премоћ багратидских краљева.
Године 1045. Византија је освојила багратидску Јерменију, а убрзо потом и остале јерменске државе, али се њихова власт кратко одржала, јер су их већ 1071. поразили Турци Селџуци. Многи Јермени су бежећи пред Селџуцима нашли уточиште у планинама Тауруса где им је византијског управитељ пружио уточиште. На том месту, у подручју града Тарсуса у Киликији је већ 1080. формирана јерменска Краљевина Киликија (1080—1375).
Киликија је била веома важан савезник европским крсташима на Блиском истоку, и сматрала се бедемом хришћанства на истоку.
Током тридесетих година 13. века на територије јерменских држава на северу упали су Монголи и друга средњоазијска племена. Монголски упади, који су све више слабили јерменске државице, трајали су све до краја 15. века.

### Рано модерно доба
Током 16. века Јерменија је била подељена између Османског царства и сафавидске Персије. Након Руско-турског рата (1828—1829), Источна Јерменија потпала је под власт царске Русије (укључујући тадашњи Јеревански и Карабашки канат који су били под управом Персије).
Под османском влашћу, Јермени су у оквиру својих енклава уживали одређену аутономију и живели су у релативно складним односима са осталим нацијама у царству (укључујући и владајуће Османлије). Ипак, живот хришћана у строго муслиманском друштву био је подложан честим дискриминаторским актима, што је довело до захтева јерменске заједнице за већим правима и слободама. Као одговор на те протесте, тадашњи султан Абдул Хамид II спровео је масовне чистке над Јерменима између 1894. и 1896. године у којима је према проценама страдало између 80.000 и 300.000 Јермена.
Султан Абдул Хамид II је 1908. збачен са власти у младотурској револуцији, а Јермени су у томе видели шансу за побољшање њиховог статуса грађанина „другог реда“ (већ 1914. донесен је пакет закона тзв „Јерменски програм реформи“ који је требало да побољша статус Јермена у имерији).

### Први светски рат и геноцид над Јерменима
Русија и Турска су ушле у Први светски рат као непријатељи, а Турци су Јермене сматрали руском петом колоном. Већ 24. априла 1915. турске власти су почеле са масовним хапшењима јерменских интелектуалаца, а усвајање контроверзног антијерменског техчирског закона (турски tehcir = депортација) 29. маја 1915. довело до догађаја који је постао познат под именом Геноцид над Јерменима.
У периоду од 1915. до 1917. у погрому над Јерменима страдало је између 600.000 и преко милион Јермена. Турске власти никада нису признале да се то заиста и догодило, већ су упорно причале о грађанском рату и обостраним сукобима. Држава Јерменија и јерменска дијаспора широм света покренуле су опсежну акцију службеног признавања ових догађаја из Првог светског рата као геноцида. У Јерменији се сваке године 24. априла обележава Дан мученика (односно Дан жртава геноцида над Јерменима).

### Демократска Република Јерменија
Након завршетка Првог светског рата бољшевичка Русија је од Источне Јерменије, Грузије и Азербејџана формирала Транскавкаску Демократску Федералну Републику, која је живела веома кратко, од фебруара до маја 1918. када се распала. Од Источне Јерменије 28. маја је формирана ДРЈ (јерм. Hayastani Demokratakan Hanrapetut’yun; 1918—1920).
Иако су силе Антанте на све начине подржавала новоосновану јерменску државу, слабашна ДРЈ се морала суочавати са честим ратовима, територијалним споровима са суседима, масовним приливом избеглица из Османског царства, епидемијама и глађу.
Према мировном уговору из Севра од 10. августа 1920. Јерменији је гарантован континуитет и територијално проширење на историјске покрајине у Турској, а размишљало се и о стварању Јерменије као мандатног подручја под заштитом Друштва народа. Међутим, уговор је одбијен од стране Турског народног покрета и никада није ступио на снагу.
Године 1920. Турска војска је напала Јерменију са истока што је значило почетак новог Турско-јерменског рата (24. септембар - 2. децембар 1920). За само 8 дана турске трупе предвођене генералом Казимом Карабекиром су успеле да освоје цео источни део земље и продру све до града Гјумрија, а Јерменија је изгубила преко 50% предратне територије и већину војске. Готово истовремено, совјетска XI армија предвођена генералом Григоријем Орџоникидзеом је упала са севера код Каравансараја (данашњег Иџевана), а пад Јеревана 4. децембра је означио и крај ДРЈ.

### Совјетска Јерменија
Јерменија је анектирана од стране бољшевичке Русије и заједно са Грузијом и Азербејџаном ушла у састав СССР као део Транскавкаске СФСР 4. марта 1922.
ТСФСР је постојала у периоду 1922. до 1936. када је коначно подељена на три посебне Совјетске републике. Совјетска власт је Јерменима донела период релативног мира и стабилности, а влада у Москви је издашно помагала Јереван и са залихама хране и медицинским средствима. Међутим, ситуација је била изразито тешка за Јерменску цркву, а нарочито се погоршала доласком на власт Јосифа Стаљина. У Стаљиновим великим чисткама страдало је или расељено на десетине хиљада „неподобних“ Јермена.
Иако је током Другог светског рата, Јерменија избегла директна разарања на својој територији, преко пола милиона Јермена је било мобилисано, а око 175.000 војника је погинуло у току рата.
Статус Јерменске цркве се знатно поправио након Стаљинове смрти 1953. а већ две године касније Католикос свих Јермена Вазген I се и службено вратио у Патријаршијски двор у Ечмијадзину.
Током 80-их година долази до немира у суседном Азербејџану због Нагорно-Карабаха који је био насељен већинским Јерменима, а који је Стаљин 1923. искључио из састава Јерменије. Мирни протести у Јеревану у знак подршке нагорнокарабашким Јерменима, у Бакуу су протумачени као провокације и довели су до антијерменских протеста у Сумгајиту у Азербејџану. Уз све проблеме политичке природе, Јерменију је 1988. задесио стравичан земљотрес магнитуде 7,2° у којем је живот изгубило преко 25.000 људи на северу земље.
Неспособност актуелне власти у Москви да реше све бројније проблеме (а посебно проблем око Нагорно-Карабаха) доводила је до разочарења међу Јерменима, и њихове тежње ка независности су се само појачавале. У мају 1990. формиране су и оружане трупе Јерменије (Нова Јерменска Армија) одвојене од Црвене армије. Убрзо је дошло и до сукоба између две војске у Јеревану у коме је неколико људи страдало. Готово истовремено, у Бакуу (јануар 1990) десио се нови велики погром Јермена у коме је протерано преко 200.000 етничких Јермена.

### Обнова државности
Јерменија је прогласила независност од Совјетског Савеза 23. августа, 1990. године и тако постала прва небалтичка држава која је иступила из заједнице, а међународно је била призната крајем септембра наредне године. Међутим, прве постсовјетске године биле су праћене великом економском кризом и крвавим ратом између Нагорно-Карабаха и Азербејџана. Као одговор на јерменску подршку Нагорно-Карабаху у сукобу, Азербејџан је увео трговачку и саобраћајну блокаду према Јерменији (којој се 1993. придружила и Турска) што је уништило и онако слабу економију Јерменије.
Примирје је потписано 1994. године уз посредство Русије, а у рату је страдало око 30.000 људи док је преко милион лица расељено из својих домова на обе стране Видети напомену 2. Површина коју је заузимао Нагорно-Карабах после примирја износила је 15% територије Азербејџана.
Као демократија у развоју, јерменска влада је имала амбиције ка стицању пуноправног чланства у Европској унији.
Јерменија је последњих година учинила много на преласку на тржишну економију (2009. је сврстана на 31. место у свету по слободи пословања). Интензивирање односа са европским земљама, Блиским истоком и Заједницом независних држава довело је до раста трговачке размене. Главне сировине и добра у земљу и даље улазе преко Грузије и Ирана са којима Јерменија има специјалне и паралелне везе.

## Становништво
Према проценама за 2010. годину, у Јерменији живи око 3.262.200 становника, што ову државу сврстава на 134. место у свету. По густини насељености од просечно 108,4/km² налази се на 99. месту у свету, односно на 2. месту на територији бившег Совјетског Савеза. Јерменија је једина моноетничка држава бившег Совјетског Савеза, јер готово 98% популације су етнички Јермени. Негативан природни прираштај и интензивна емиграција, посебно ка Русији, у првим годинама након проглашења независности довели су до значајног пада броја становника. Последњих година, због све интензивнијег повратка припадника јерменске дијаспоре у матицу заустављен је пад броја становника и остварен раст. Такав тренд раста популације очекује се и у наредним годинама.
Према попису становништва из 2001. године од 3.213.011 становника Јерменије апсолутну већину чинили су Јермени са 97,89%. Једини народ чији је удио у укупном становништву био већи од 1% били су Језиди са 1,26%. Мање од 1% становништва чинили су Руси са 0,46%, Асирци са 0,11%, Украјинци са 0,05%, Курди са 0,047% и Грци са 0,036%, док је осталих било 0,14%. Као националне мањине регистровани су још и Грузини, Белоруси, Власи, Мордовини, Осети, Удини и Тати. Припадници пољске и немачке мањине данас су у потпуности русификовани. У совјетском периоду Азери су, по бројности, чинили другу националну заједницу у земљи, која је 1989. чинила 2,5% становништва. Готово читава азерска заједница је емигрирала у Азербејџан током Рата у Нагорно-Карабаху. Са друге стране из Азербејџана је стигла велика скупина азерских Јермена, што је само још више хомогенизовало становништво земље.
Јерменија има релативно велику дијаспору широм света, чији се број процењује на неких 8 милиона. Најбројнија дијаспора је у Русији, где живи око 2.500.000 Јермена. Највише Јермена живи у Краснодарском крају — њих око 1.000.000 и у Москви — 600.000, САД 1.500.000. и у Француској око 800.000. Јерменска дијаспора је присутна још и у Ирану (560.000), Турској (470.000), Грузији (250.000), Сирији (190.000), Либану (око 150.000). У Србији постоји јерменска заједница са око 15.000 чланова, али највећи део њих је асимилован и посрбљен кроз историју.

### Језик
Јерменски језик који је службени језик у земљи припада групи индоевропских језика и има доста елемената преузетих из грчког и персијског језика. Јерменски језик има властити алфабет који је саставио Месроп Маштоц у периоду између 405. и 406. године и од тада се користи у готово истоветном облику. Услед утицаја руског језика настала је варијаната јерменског језика — источнојерменски или рускојерменски језик. Руски језик је такође веома раширен и може се сматрати de facto другим службеним језиком. Интензивно се изучава у школама и постоје многи штампани и електронски медији у земљи на том језику. Чак 95% одраслих Јермена сматра да је веома важно да њихова деца говоре руски језик.

### Религија
У конфесионалном погледу 99% јерменске популације су хришћани. Од тога 95% су припадници Јерменске апостолске цркве, а постоји и мања заједница јерменске католичке цркве са укупно око 280.000 верника у 36 парохија чији припадници се називају Франки и углавном живе на северу земље. Јерменија је била прва држава која је хришћанство прогласила државном религијом, још 301. године. Корени Јерменске цркве леже још у 1. веку, када су према легенди, између 40. и 60. године, двојица Христових апостола — Тадеј и Вартоломеј ширили хришћанство на јерменском тлу. Управо у њихову част Јерменска црква у свом називу и има одредницу апостолска. Јерменска апостолска црква припада скупини древноисточних цркава, а по обредима је доста слична Коптској и Сиријској оријентално-православној цркви. У 5. веку прихватила је монофизитство да би постала независна од Кесарије Кападокијске и Антиохије које су се налазиле под византијским утицајем.
Језиди углавном практикују језидизам, док један мањи део исповеда сунитски ислам. Јеврејска заједница у Јерменији има око 1.000 чланова, а постоје и две синагоге — у Јеревану и Севану.
Према јерменском уставу свим грађанима cу загарантоване верске слободе, но признаје се посебан статус Јерменске апостолске цркве као националне цркве.

### Највећи градови
Према подацима Јерменског статистичког завода, у Јерменији постоји 49 урбаних средина. Убедљиво највећи, а уједно и једини милионски град у земљи је престоница Јереван у коме живи трећина целокупне популације земље.
| Извор:         | Извор: | Извор:     | Извор:       | Извор:     | Извор: | Извор:     | Извор:     | Извор:     | Извор:              |
|                | №      | Град       | Марз         | Популација | №      | Град       | Марз       | Популација |                     |
| -------------- | ------ | ---------- | ------------ | ---------- | ------ | ---------- | ---------- | ---------- | ------------------- |
| Јереван Гјумри | 1.     | Јереван    | Град Јереван | 1.107.800  | 11.    | Горис      | Сјуник     | 21.935     | Ванадзор Вагаршапат |
| Јереван Гјумри | 2.     | Гјумри     | Ширак        | 168.918    | 12.    | Аштарак    | Арагацотн  | 20.636     | Ванадзор Вагаршапат |
| Јереван Гјумри | 3.     | Ванадзор   | Лори         | 116.929    | 13.    | Степанаван | Лори       | 19.341     | Ванадзор Вагаршапат |
| Јереван Гјумри | 4.     | Вагаршапат | Армавир      | 58.000     | 14.    | Спитак     | Лори       | 18.237     | Ванадзор Вагаршапат |
| Јереван Гјумри | 5.     | Храздан    | Котајк       | 42.150     | 15.    | Чаренцаван | Котајк     | 17.752     | Ванадзор Вагаршапат |
| Јереван Гјумри | 6.     | Абовјан    | Котајк       | 36.705     | 16.    | Севан      | Гехаркуник | 17.377     | Ванадзор Вагаршапат |
| Јереван Гјумри | 7.     | Арташат    | Арарат       | 35.100     | 17.    | Сисијан    | Сјуник     | 16.823     | Ванадзор Вагаршапат |
| Јереван Гјумри | 8.     | Капан      | Сјуник       | 35.100     | 18.    | Иџеван     | Тавуш      | 15.620     | Ванадзор Вагаршапат |
| Јереван Гјумри | 9.     | Армавир    | Армавир      | 26.387     | 19.    | Артик      | Ширак      | 14.949     | Ванадзор Вагаршапат |
| Јереван Гјумри | 10.    | Гавар      | Гехаркуник   | 22.444     | 20.    | Дилиџан    | Тавуш      | 13.752     | Ванадзор Вагаршапат |

## Државни симболи
Јерменска национална застава је правоугаоног облика и хоризонтално је подељена на три једнака дела. Горње поље је црвене боје, поље у средини је плаво, а доње поље је наранџасто. Садашња застава је усвојена 24. августа 1990. године од стране Врховног совјета Републике Јерменије, а 15. јуна 2006. Народна скупштина Јерменије је усвојила нови закон о националној застави. Однос ширине према дужини заставе је 1:2. Постоји много тумачења значења боја на застави, али међу народом је најшире прихваћено следеће: црвена боја је симбол крви свих оних који су дали властити живот за одбрану домовине, плава боја симболише природу земље а наранџаста храброст и напоран рад Јермена. Значење боја описано је и у Уставу Републике Јерменије: "Црвена боја је симбол вечне борбе Јермена за опстанак, слободу, хришћанску веру и независност на простору Јерменске висоравни. Плава је симбол жеље јерменског народа за својим парчетом слободног неба. Наранџаста симболизује рад, жељу и вољу за напретком нације."
Јерменски грб је усвојен на седници Врховног совјета 19. априла 1992. године, а новим законом од 15. јуна 2006. године су измењени неки детаљи.
На грбу се налазе следећи елементи: штит у центру грба, са планином Арарат (која представља национални симбол Јермена) на чијем врху је Нојева барка (која се према Библији зауставила управо на тој планини након „великог потопа"). Штит је подељен на 4 дела која симболишу 4 независна јерменска краљевства:
- горњи леви угао: Багратиди
- горњи десни угао: Аршакиди
- доњи леви угао: Арташесиди
- доњи десни угао: Рубениди

Лав и орао који држе штит (као краљеви у животињском свету) симболизују мудрост, достојанство, стрпљење и великодушност. Основна боја на грбу је златна, краљевства су представљена плавом и црвеном подлогом, док је централни штит са Араратом у наранџастој боји. То су уједно и боје које су се традиционално користиле кроз историју, и исте су као и на националној застави. На дну грба се налази 5 важних симбола. Поломљени ланци представљају борбу за слободу и независност, мач је симбол моћи и снаге, класје пшенице је симбол благодети јерменске земље, а гране представљају културно историјско наслеђе, док тробојна лента представља заставу Јерменије.
Национална химна је композиција Наша отаџбина, а потврђена је као химна на седници Врховног совјета од 1. јула 1991. године. Има 4 строфе, али се у скраћеној верзији употребљавају прва и четврта строфа. За основу је узета химна ДР Јерменије из 1918. године. Музику је компоновао Берсек Каначјан, а текст Микаел Налбандијан.

## Политика
Највиши правни акт државе је Устав Републике Јерменије који је усвојен на референдуму 5. јула 1995. године. Према Уставу Јерменија је суверена, демократска, социјална и правна држава у којој власт припада народу преко слободних избора и референдума, а спроводе је државни органи, органи локалне самоуправе и званичници изабрани од стране народа.
Председник се бира директно на изборима на петогодишњи мандат. Председник мора бити држављанин Јерменије, не млађи од 35 година, са максимално 10 годишњим сталним боравком на територији државе. Председник гарантује за спровођење Устава, територијалну целовитост, независност и безбедност земље. Председник има одобрења за спровођење хитних мера у случајевима ванредног стања у земљи. Тренутно дужност председника Јерменије обавља Серж Саргсјан.
Врховно законодавно тело је Народна скупштина Јерменије која заседа у Јеревану. Скупштински посланици се бирају на петогодишњи мандат путем општих избора — од 131 посланика од 2007. 41 посланик се бира путем просте већине, а осталих 90 пропорционалним системом.
Последњи парламентарни избори су одржани 12. маја 2007, на којима је највише места у Скупштини освојила Републиканска партија председника Саргсјана (63 мандата) и која је формирала власт са либералном партијом Оринац Еркир (8 мандата) Артура Багдасарјана.
Председник путем консултација са странкама из Народне скупштине именује мандатара за састав Владе који је способан да обезбеди већину гласова у Скупштини. Председник државе је такође задужен да на предлог премијера поставља, односно смењује министре у Влади. Актуелни премијер је Тигран Саргсјан из Републиканске партије.

### Спољна политика
Република Јерменија има развијене добре односе са готово свим светским државама, са изузетком Азербејџана и Турске. Тензије између суседних земаља су ескалирале ратом у Нагорно-Карабаху. Границе између две сукобљене државе су остале и даље затворене, а решење проблема се и не назире, упркос посредовању разних светских организација попут ОЕБС-а.
Турска такође има дугу историју слабих односа са Јерменијом због одбијања да призна постојање геноцида према Јерменима из Првог светског рата, а такође је блокирала своје границе према Јерменији због Рата у Нагорно-Карабаху. Ипак Турска је службено била прва земља која је признала независност Јерменије 16. децембра 1991. Због тога су и економски и трговачки односи између две земље компликовани и на нивоу неслужбених.
Последњих година дошло је до отопљавања односа између две земље, нарочито после посете председника Турске Абдулаха Гула Јеревану 6. септембра 2008, а већ 10. октобра наредне године у Цириху су министри иностраних послова обе земље Ахмет Давутоглу и Едвард Налбандијан потписали протокол о успостављању билатералних односа између две земље. Договорено је и формирање заједничког и неутралног тела које би се бавило питањем Јерменског геноцида.
Са друге стране Јерменија има традиционално добре економске и политичке односе са Русијом. Трговина са Русијом чини 20% укупне спољно-трговачке размене државе, а руске компаније су и највећи улагачи у јерменску привреду. У близини града Гјумрија налази се велика руска војна база, као део договора о колективној безбедности држава чланица ЗНД-а.
Јерменија има и јако добро односе са својим јужним суседом Ираном, посебно у економском погледу. Најважнији економски пројекат између две земље је изградња гасовода отвореног 19. марта 2007. и вредног 250 милиона долара којим би до 2019. Иран требало да испоручује гас Јерменији у количини од 2,3 млр м³ годишње у наредних 20 година.
Јерменија има добре економске односе и са Грузијом чије луке користи за властиту трговачку размену са светом. Јерменија као чланица Савета Европе има јако добре билатералне односе са свим европским државама, а посебно са Француском и Грчком.

### Војска
Оружане снаге Републике Јерменије се састоје од копнених трупа, авијације, против ваздушне одбране (ПВО) и граничара. Оружане снаге су формиране одмах након распада Совјетског Савеза успостављањем националног Министарства одбране 1992. године. Главнокомандујући оружаних снага је по Уставу председник. Армија данас броји око 81.000 активних и око 32.000 војника и официра у резервном саставу. Национална гранична служба је задужена за сигурност дуж граница са Грузијом и Азербејџаном, док руске трупе контролишу границе према Турској и Ирану. У случају потреба, војска је у стању да мобилише све војно способне мушкарце старости од 15 до 59 година.
Од 1992. Јерменија је чланица Организације уговора о заједничкој безбедности. Потписница је Споразума о Конвенционалним оружаним снагама у Европи, који поставља нека ограничења када је у питању наоружање. Јерменија у складу са споразумом врши ревизије бројног стања у војсци. У току рата у Нагорно-Карабаху Јерменија је пружала сву могућу војну помоћ Карабашким Јерменима. Јерменија је такође потписница Уговора о неширењу хемијског и нуклеарног оружја. Чланица је и НАТО програма Партнерство за мир.
Јерменски војници учествују и у мировним мисијама широм света. У оквиру КФОР-а учествују 34 јерменска војника у мисији на Космету у саставу грчког батаљона. Јерменске трупе су учествовале и у мировним мисијама у Ираку (у саставу пољског батаљона), а тренутно учествују у мисији у Авганистану (обезбеђење аеродрома у Кабулу, до краја 2011. године).
Планирани војни буџет за 2011. годину износи 387 милиона америчких долара.

## Административна подела
Јерменија је подељена на 11 административних дивизија, од којих су 10 марзеви (јерм. մարզ) или окрузи и на подручје града Јеревана. Влада је задужена за именовање гувернера сваког марза, док главним градом управља градоначелник кога именује лично председник државе. Сваки регион је подељен на општине, а сваку општину чини једно до неколико насеља. Године 2007. у Јерменији је било 49 урбаних и 866 руралних средина. Град Јереван је подељен на 12 дистриката.
| Мапа | Марз         | Центар региона | Површина km² | Становника |
| ---- | ------------ | -------------- | ------------ | ---------- |
| 1    | Арагацотн    | Аштарак        | 2.753        | 141.800    |
| 2    | Арарат       | Арташат        | 2.096        | 279.200    |
| 3    | Армавир      | Армавир        | 1.242        | 284.500    |
| 4    | Гехаркуник   | Гавар          | 5.348        | 241.600    |
| 5    | Котајк       | Храздан        | 2.100        | 280.900    |
| 6    | Лори         | Ванадзор       | 3 791        | 281.600    |
| 7    | Ширак        | Гјумри         | 2.679        | 281.500    |
| 8    | Сјуник       | Капан          | 4.505        | 152.800    |
| 9    | Тавуш        | Иџеван         | 3.120        | 134.400    |
| 10   | Вајотс Џор   | Јехегнаџор     | 2.406        | 55.800     |
| 11   | Град Јереван |                | 227          | 1.119.000  |

Јерменска Совјетска Социјалистичка Република била је подељена на управне округе. До 1928. их је било 10, а касније 5: Зангезурски, Ленинакански, Лоријски, Севански и Јеревански који су се даље делили на мање регионе. Број округа је варирао до 1952. када је извршена нова подела на три округа: Јеревански, Кировакански и Ленинакански и такав систем административне поделе је важио све до 1995. са честим изменама када је уведена садашња подела на марзеве.

## Привреда
Јерменија је индустријско-аграрна земља. Држава располаже са значајнијим налазиштима бакра, молибдена, боксита и грађевинског материјала, а постоје и мање залихе племенитих метала попут злата и полудрагог камења. Такође, бројни су и минерални извори.

### Опште одлике привреде
БДП је према паритету куповне моћи 2010. године износио 17,27 милијарди америчких долара, док је БДП по глави становника износио 5.800 америчких долара. Структура БДП-а за 2010. је била следећа: примарни сектор 22%, секундарни сектор 46,6% и терцијарни сектор 31,4%.
Још у совјетско доба, у Јерменији је била развијена модерна индустрија која је снабдевала остатак Совјетског Савеза машинама, опремом и другим производима у замену за сировине и енергију. Пољопривреда се развијала на бази великих пољопривредно-индустријских комбината. Распад Совјетског Савеза, рат у Нагорно-Карабаху и затварање граница са Турском довели су до привредног колапса почетком 90-их година. Многе фабрике су затворене због недостатка сировина и енергије, а пољопривреда се вратила у оквире производње за властите потребе. Након стицања независности у земљи се спроводе бројне тржишне реформе, укључујући и приватизацију државног капитала, да би се ублажиле последице транзиције на тржишну привреду. Изузетно велика зависност домаће привреде од спољних фактора, учинила је Јерменију посебно осетљивом на потресе на глобалном тржишту. Уз помоћ ММФ-а, Влада је 1994. покренула амбициозан програм економске либерализације што је помогло да се смањи сиромаштво и изузетно висока инфлација, стабилизована је национална валута, а интензивирана је и приватизација средњих и малих предузећа.
Према Индексу хуманог развоја УН-а Јерменија је у 2010. рангирана на 78. место што је најлошије у односу на остале земље Кавказа — Азербејџан је 67. а Грузија 76, а по Индексу перцепције корупције у 2010. од 178 држава рангирана је на 123. место. Према индексу економских слобода сврстана је на 36. место (3. мај 2011).
Средином 2000-их година годишња стопа привредног раста је била око 10%, али је 2009. дошло до велике рецесије и пада БДП за чак 14% (упркос огромним ино-кредитима). Иако је средином 2010. дошло до благог опоравка, магазин Форбс је у својој публикацији за 2011. рангирао Јерменију као другу најгору економију на свету. Јерменија је чланица СТО од 2003. године. Упркос снажном економском расту последњих година, и даље је један од великих проблема изразито висока стопа незапослености.

### Пољопривреда
Јерменија располаже са веома мало обрадивог и плодног тла, и то углавном у долини Аракса и на јужним ободима Араратске низије. На малом броју пољопривредних површина узгаја се памук, маслине, винова лоза, бадеми, житарице и поврће. Јерменија је традиционално подручје узгоја винове лозе — а на њеном тлу је пронађена и најстарија винарија на свету. Грожђе је због климатских фактора и педолошких карактеристика одличног квалитета, плод је богат шећером и као такав погодан за производњу десертних вина и ракија. Развијено је и воћарство, а по квалитету се посебно издвајају сорте кајсија, брескве, дуње, шљиве и ораси.

### Сточарство, лов и риболов
Захваљујући великим пространствима која су под пашњацима развијено је овчарство и говедарство, односно месна и млечна индустрија. Традиционални сточарски крај је Лоријска висораван, где се узгаја кавкаско говече. Овчарство је углавном раширено на вишим подручјима под планинским ливадама. Најважнији рибљи ресурси су сконцентрисани на језеру Севан, на ком је тренутно забрањен риболов у економске сврхе. Најважније врсте рибе су севанска пастрмка, белица и шаран.

### Индустрија и енергетика
Секундарни сектор осигурава најважније извозне производе — челик, бакар, молибден и друге обојене метале. Дисбаланс у спољној трговини настао углавном због турске и азербејџанске економске блокаде делимично је покриван средствима међународне помоћи, дознакама из дијаспоре те преко директних страних инвестицја. Нуклеарна енергија учествује са 40% у енергетском сектору земље, док на хидроенергију отпада свега 25% упркос великом хидропотенцијалу јерменских река, а постоје планови у вези са искориштавањем енергије ветра у економске сврхе. У енергетском сектору Јерменија је веома зависна од увоза енергената (посебно из Русије и Ирана). Многи електроенергетски објекти данас су углавном у руском власништву. Један реактор нуклеарне електране код Мецамора изграђене 1970. је затворен након великог земљотреса 1988. (иако сама електрана није претрпела већа оштећења), док је други наставио рад све до 1995, а последњих година је поново почела са радом (под управом руске агенције за енергију). Градња нових нуклеарки је једини начин да се спречи зависност земље у енергетском сектору. Крајем 2007. је завршена градња гасовода којим би се транспортовао природни гас из Ирана за потребе термоелектране код Јеревана (завршене средином 2010).

### Саобраћај
Укупна дужина пруга је 852 км (2001. год) и све су електрификоване и имају висок пропусни опсег, али је неопходна реконструкција већине од њих. Јерменске железнице у међународном саобраћају имају отворене линије једино са Грузијом. Планиране су изградње нових линија према Ирану (вредност пројекта између 1 и 2 милијарде евра) укупне дужине око 500 km.
Укупна дужина асфалтираних путева је 8,4 хиљаде км, и већина је у јако лошем стању. Посебно очајна је друмска инфраструктура у провинцији где доминира макадам.
Ваздушни саобраћај се одвија преко два аеродрома: Звартнотс у Јеревану и Ширак у Гјумрију. Национална авио-компанија је Армавија. Међународни аеродром Звартнотс се налази 10 км западно од Јеревана и повезан је са 70 градова широм света. Изграђен је 1961, а 1998. отворен је нови карго терминал, и 2007. нови путнички терминал. Са аеродрома Ширак се лети углавном ка Москви, Ростову на Дону и Сочију, а у току су проширења и радови на модернизацији писте у складу са међународним стандардима.

### Туризам
Туристички сектор у Јерменији још увек није довољно развијен, а приходи од туризма не представљају значајнију ставку у пуњењу буџета. У 2009. Јерменију је посетило 575.281 туриста. Туристима су посебно интересантни планинска одмаралишта попут Дилиџана и Цахкадзора, где се налази популарни скијашки центри на свега 50 км североисточно од Јеревана и свега 5 км од Храздана, а који је у совјетско доба био главна база за висинске припреме совјетских спортиста. Туристима су привлачне и бројне ваздушне бање са минералним изворима на висинама од преко 2.000 м попут Џермука, Мегрија као и бројни средњовековни манастири широм земље. Главни купалишни центри налазе се на језеру Севан.

## Култура
Јермени имају карактеристичан језик и писмо које садржи 38 слова, а које је почетком 5. века саставио монах Месроп Маштоц. Овај је заједно са својим ученицима превео и Свето писмо и дела светих отаца са грчког и сиријског на народни језик, због чега је проглашен светим. Поред јерменског језика, скоро 76% становника говори и руски језик.

### Музика и плес
Традиционална јерменска музика представља мешавину аутохтоних музичких праваца Јерменске висоравни. У етно музици се могу наћи традиционални инструменти попут дудука и зурне (дувачки инструменти), дола (врста бубња) и кануна (жичани инструмент).
Једна од најстаријих врста певања је традиционално јерменско појање које се углавном користи у верске сврхе (овакав вид певања има корене у прехришћанском периоду). Један од најпознатијих јерменских класичних композитора је Арам Хачатурјан који је у својим класичним композицијама додао народне елементе из јерменске традиције.
Многи јерменски извођачи популарне музике данас користе традиционалне елементе, попут поп певачице Сирушо, која је представљала Јерменију на песми Евровизије у Београду 2008. Светску славу стекли су и хеви метал бенд System of a Down као и певачица и глумица Шер, који су пореклом Јермени, али живе и раде у САД. У класичној музици прослављени су певач и композитор Шарл Азнавур, пијанист Сахан Арзруни, као и сопрани Хасмик Папијан, Исабел Бајракдаријан и Ана Касјан.

### Уметност
У Јеревану се налази пијаца уметничких дела и занатства Вернисаж, близу Трга републике, на којој стотине продаваца нуде разноврсне рукотворине. На овој пијаци се могу купити антиквитети, чипка, ручно-рађени вунени теписи. Јерменско златарство има дугу и чувену традицију, и у једном одељку пијаце се могу купити предмети начињени од злата. Такође је веома популаран и накит и украси од опсидијана (вулканског стакла).
Богато културно наслеђе и бурна историја широм земље је оставило бројне архитектонске споменике, попут камених мегалита крсташа хачкара, средњовековних манастира и цркава и бројних древних замкова и утврђења. Цркве и манастири су очувани готово у првобитном издању.
Национална галерија у Јеревану чува више од 16.000 експоната из ближе и даље прошлости Јерменије. Међу експонатима се налазе и бројне слике европских мајстора сликарства. Сваке године у Јеревану се отварају нове приватне галерије и музеји.
На УНЕСКО-вом списку светске културне баштине у Јерменији се налази 9 објеката:
| # | Слика | Име                          | Време настанка | На листи УНЕСКО-а од: | №    | Критеријуми |
| - | ----- | ---------------------------- | -------------- | --------------------- | ---- | ----------- |
| 1 |       | Манастир Ахпат               | X век—XIII век | 1996, 2000.           | 777  | II, IV      |
| 2 |       | Манастир Санаин              | Х век          | 1996, 2000.           | 777  | II, IV      |
| 3 |       | Археолошки споменик Звартноц | VII век        | 2000.                 | 1011 | II, III     |
| 4 |       | Ечмијадзински сабор          | IV век         | 2000.                 | 1011 | II, III     |
| 5 |       | Црква Свете Рипсиме          | 618. год       | 2000.                 | 1011 | II, III     |
| 6 |       | Црква Свете Гајане           | 630. год       | 2000.                 | 1011 | II,         |
| 7 |       | Манастир Гегард              | IV—XIII век    | 2000.                 | 960  | II          |
| 8 |       | Обале реке Азат              | —              | 2000.                 | 960  | II          |

## Образовање
Традиционално, у Јерменији се велика пажња придаје образовању. Стога и не чуди да је још 1960. стопа писмености становништва била веома висока. У складу са чланом 39 важећег устава, сваки грађанин Републике Јерменије има право на бесплатно основно и високо образовање или друге видове професионалног образовања у јавним школама, а завршетак средње школе је обавезан за све. Национални парламент је још 1999. године усвојио закон о образовању који доприноси развоју образовног система и обезбеђује једнака права на образовање за све, а влада је 2004. донела нови национални програм образовања.
Најважнија високо образовна институција је Јеревански државни универзитет основан 16. маја 1919. године, а прва предавања су почела фебруара 1920. године. Данас на 19 факултета студира око 20.000 студената. Од 1.660 предавача, 215 има звање доктора наука. Државни машински универзитет је основан 1933. и данас је лидер у погледу техничких наука у земљи. Има три факултета ван Јеревана, у Гјумрију, Ванадзору и Капану. Јеревански државни медицински универзитет је основан 1930. и важи за једну од цењенијих установа тог типа у регији источне Европе. Јеревански државни конзерваториј је основан 1920. као музички студио, да би две године касније прерастао у вишу музичку школу. Данас при конзерваторијуму функционишу симфонијски и камерни оркестар, те оркестар народних инструмената и фолклорни хор.
У Јеревану је на иницијативу руске владе 1998. основан Руско-јерменски државни универзитет, који данас има око 3.000 студената.

## Спорт
Најпопуларнији спортови у Јерменији су између осталих рвање, дизање тегова, џудо, шах, фудбал и бокс. Захваљујући свом планинском рељефу постоје одлични услови за бављење спортовима попут скијања и планинарства. Водени спортови су оријентисани углавном на подручју језера Севан. На међународном нивоу, јерменски спортисти постижу велике успехе у шаху, рвању и дизању тегова. Јерменија је чланица многобројних светских спортских организација, попут МОК-а, ФИФА-е, ФИБА-е и других.
До 1992. године јерменски спортисти су учествовали на олимпијским играма и међународним спортским такмичењима у оквиру репрезентације Совјетског Савеза. Први јерменски спортиста у модерној историји који је освојио медаљу на Олимпијским играма био је гимнастичар Грант Шагинјан који је на Летњим олимпијским играма 1952. у Хелсинкију освојио две златне и две сребрне медаље за олимпијски тим Совјетског Савеза.
Јерменски спортисти су на Летњим олимпијским играма 1992. у Барселони учествовали у оквиру уједињеног олимпијског тима (државе чланице бившег Совјетског Савеза у оквиру једног тима). Тада је 5 јерменских спортиста успело да освоји укупно 4 медаље (3 злата и једно сребро у рвању, дизању тегова и стрељаштву). Као независна држава Јерменија се на Олимпијским играма такмичи од 1994. и Зимских олимпијских игара у Лилехамеру.
У оквиру летњих Олимпијских игара, јерменски спортисти су до сада учествовали у такмичењима у боксу, рвању, дизању тегова, џуду, атлетици, гимнастици, скоковима у воду, пливању и стрељаштву, док су у оквиру зимских Олимпијских игара имали такмичаре у алпском, нордијском и слободном скијању, бобу и уметничком клизању. Све олимпијске медаље (укупно 9 медаља од 1996. до 2010) су освојене на такмичењима летњих олимпијских игара (8 од 9 медаља су донели рвачи и дизачи тегова).
Фудбал је веома популаран спорт у Јерменији. Најуспешнија фудбалска екипа је ФК Арарат Јереван чији је златни период био током 70-их година јер су два пута успели да освоје Совјетски куп (1973. и 1975) и Совјетску топ лигу (1973). У сезони 1974/75. успели су да уђу међу 8 најбољих тимова Европе у Лиги шампиона (у четвртини финала су елиминисани од Бајерна из Минхена са укупно 2:1). Фудбалска репрезентација Јерменије је основана 1992. године и своју прву утакмицу је одиграла исте године (14. октобра) у Јеревану против Молдавије (било је 0:0). Национална фудбалска организација је Фудбалски савез Јерменије. Национални фудбалски тим се никада није успео пласирати на завршницу неког већег такмичења, а најбољи пласман на ФИФА ранг листи су имали у септембру 2011. када су били на 44. месту у свету (а тренутно су на 46. месту - новембар 2011). Највиши ранг такмичења у земљи је Премијер лига Јерменије којом од оснивања суверено влада ФК Пјуник из Јеревана (укупно 13 титула од 1992).
Јерменска дијаспора је изнедрила мноштво познатих фудбалера попут Јурија Ђоркефа и Алана Богосјана који су са Француском 1998. освојили Светско првенство у фудбалу. Рвање је убедљиво најуспешнији јерменски спорт на Олимпијским играма. Управо су прве две олимпијске медаље за независну Јерменију освојене у овом спорту. Десило се то на Летњим олимпијским играма у Атланти 1996. када је Армен Назарјан освојио злато (грчко-римски стил, категорија до 52 кг), а Армен Мкерчијан сребро (слободни стил, до 48 кг).
Традиционално рвање у Јерменији се назива кокх где су такмичари обучени у традиционалне народне ношње. На основу ове дисциплине настао је борилачки спорт самбо, који је такође веома популаран.
Влада Јерменије и министарство за спорт и омладину на годишњем нивоу издвајају око 2,8 милиона долара за развој спорта у земљи. У последњих неколико година реновирано је 16 спортских гимназија широм земље на шта је потрошено скоро 2 милиона долара. Највише новца је уложено у скијашки центар Цакхадзор са циљем унапређења развоја зимских спортова (укупно 9,3 милиона долара). У Јеревану је 2005. отворен национални бициклистички центар. Влада је такође обећала новчане награде за освајаче медаља на великим такмичењима (злато на Олимпијским играма би тако вредело 700.000 долара).
Традиционално, Јерменија је веома успешна у шаху, а чак три пута су освајали Шаховске олимпијаде (2006, 2008, и 2011). Најуспешнији јерменски шахиста свих времена је био Тигран Петросјан (три титуле током 1960-их), док је тренутно најуспешнији такмичар Левон Аронјан, а један од најбољих светских шаховских велемајстора Гари Каспаров је такође пореклом Јермен (његова мајка је Јерменка).

## Национални симболи и празници
Јерменија има неколико препознатљивих националних симбола, попут планине Арарата, на чијем се врху према легенди зауставила Нојева барка након великог потопа. Хачкар је симбол и културни споменик Јерменије и јерменског народа. Хачкари, односно камен крсташ постоје још из времена древног Урартуа. Ове камене громаде сведоче о древној историји и традицији Јермена. Дудук је инструмент које датира још из времена Урартуа а прави се од кајсијиног дрвета. Такође, Јерменија је домовина кајсија (лат. Prunus armeniaca) која представља и један од заштитних знакова ове кавкаске земље. Осим кајсије симбол Јерменије је и грожђе. По легенди, када је Ноје изашао из Арке након потопа, управо је на тлу Јерменије засадио лозу од које је израсло грожђе. Климатски услови у Јермении су веома погодни за ову воћку, а велики проценат шећера у плоду гарантује врхунска вина и ракију.
Нар симболизује плодност и богатство, а према старој јерменској традицији, млада удара наром о зид куће да би било много дечице у браку.
| Датум                           | Празник                              | Јерменско име                                       | Примедба |
| ------------------------------- | ------------------------------------ | --------------------------------------------------- | --- |
| 1., 2. јануар                   | Нова година                          | Ամանօր (Аманор), Նոր Տարի (Нор Тари)                | Нерадни дани |
| 6. јануар                       | Божић                                | Սուրբ Ծնունդ                                        | Јерменска апостолска црква слави Божић заједно са Богојављењем (ноћ 5. на 6. јануар. По старом календару 19. јануар) |
| 28. јануар                      | Дан војске                           | Բանակի օր                                           | Нерадни дан |
| 8. март                         | Дан жена                             | Կանանց տոն                                          | Нерадни дан |
| 7. април                        | Мајчин дан                           | Մայրության, գեղեցկության և սիրո տոն                 | |
| 24. април                       | Дан жртава Јерменског Геноцида       | Ցեղասպանության զոհերի հիշատակի օր                   | Нерадни дан. Тада на стотине хиљада људи иде у меморијални центар да положи цвеће и упали свеће.                     |
| 1. мај                          | Празник рада                         | Աշխատանքի օր                                        | Нерадни дан |
| 8. мај                          | Дан бранилаца отаџбине               | Երկրապահի օր                                        | |
| 9. мај                          | Дан победе                           | Հաղթանակի և խաղաղության տոն                         | Нерадни дан |
| 28. мај                         | Дан републике                        | Հանրապետության տոն                                  | Нерадни дан. 28. маја 1918. год је установљена Република Јерменија                                                   |
| 1. јун                          | Дан дечјих права                     | Երեխաների իրավունքների պաշտպանության օր             | |
| 5. јул                          | Дан уставности                       | Սահմանադրության օր                                  | Нерадни дан |
| 1. септембар                    | Дан науке, писмености и књижевности  | Գիտելիքի, գրի և դպրության օր                        | |
| 21. септембар                   | Дан независности                     | Անկախության տոն                                     | Нерадни дан. Тог дана 1991. на референдуму се народ Јерменије изјаснио за независност од Совјетског Савеза           |
| Друга субота у октобру          | Дан преводилаца                      | Թարգմանչաց տոն                                      | |
| 7. децембар                     | Меморијал жртава земљотреса из 1988. | Երկրաշարժի զոհերի հիշատակի օր                       | |
| Четвртком, 8 недеља пре Васкрса | Варданантс (свети цар Вартан)        | Սուրբ Վարդանանց տոն՝ բարի գործի և ազգային տուրքի օր | Дан добрих дела и националне захвалности                                                                             |
| Недеља, 64. дан после Васкрса   | Дан светог Ечмиадзина                | Սուրբ Էջմիածնի տոն                                  | |